# 金守拙
喬治·亞歷山大·肯尼迪（英語：George Alexander Kennedy；1901年5月17日—1960年8月15日），漢名「金守拙」，是美國的漢學學者。知名於在美國所做的中文教育和中文書面文法研究。

## 生平
金守拙的父母皆為基督新教傳教士，金守拙出生於浙江省莫干山（今湖州市境內）的教會，在塘棲鎮（今杭州市餘杭區境內）成長。從上海美童公學畢業後，1918年赴美就讀伍斯特學院。畢業後，他去匹茲堡的西方神學院與紐約的協和神學院學習神學，但在1925年中途退學。
1926年，金守拙回到中國，在上海教英文和中文。他又於1932年就讀柏林大學研習中文與日文，其博士論文主題是關於唐律中自首的角色作用（艾利希·海尼士指導）。他回到美國後，1937年正式獲得博士學位。
歸國後，金守拙在美國國會圖書館工作，參與《清代名人傳略》的编纂。1935年，他獲得耶魯大學中文學、文學講師的職位。並於1938年成為教授，直到過世。在耶魯，他向愛德華·薩丕爾、倫納德·布龍菲爾德學習語言學。
太平洋戰爭開始時，耶魯大學由於軍事目的而成為外語短期教育中心，金守拙負責中文與日文的集中教育。為此金守拙自己設計一套中文羅馬字的表記法──耶魯拼音羅馬字──用作教材。耶魯式拼音在戰後亦長時間用於美國的中文教育上。
戰後1948年，北京大學邀請他做客座教授，但因為國共內戰而中斷，最後歸國。
學術上，金守拙著名於他中文書面文法方面的論文，其研究涉及中文的他動詞和自動詞的區別、否定辭、代名詞（我、吾）等。另外，他認為中文為單音節語言是迷思，主張中文自古以來並非單音節語言。他的論文集於死後的1964年由耶魯大學出版。
- 金守拙. 李田意 , 编. . 紐哈芬: 耶魯大學. ISBN 9780887100826 （英语）.

1959年，金守拙得到古根海姆獎學金，赴京都大學人文科學研究所進行研究，於日本往美國的船上，因為心臟病發作病逝。

## 外部連結
- E Bruce Brooks. . 麻州大學阿默斯特分校. 2009-01-24  [2018-04-08]. （原始内容存档于2015-03-07） （英语）.
- . 哲學家相簿. 2005-12-01  [2018-04-08]. （原始内容存档于2015-03-07） （英语）.